# 로드스터

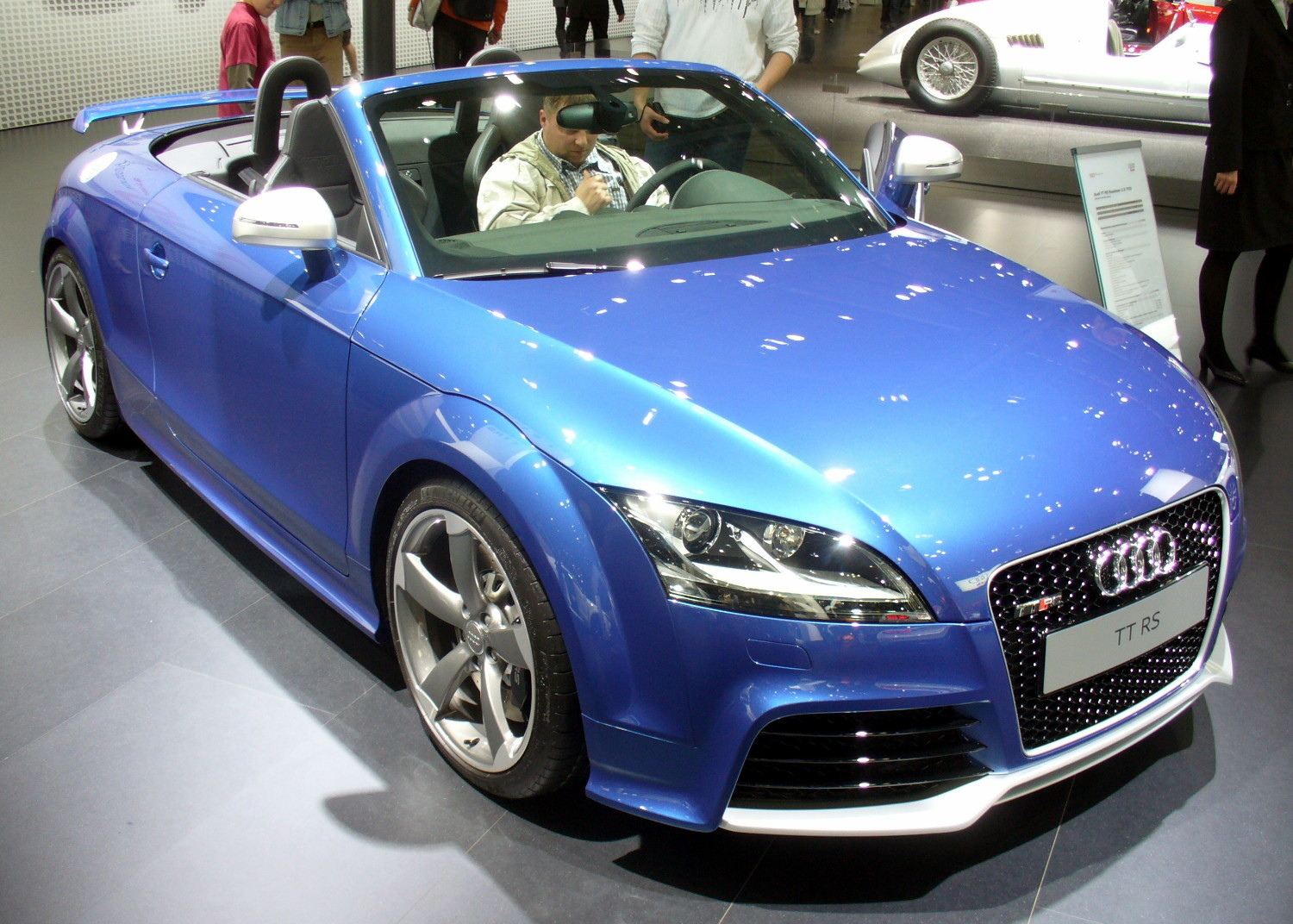
아우디 TT(2세대) 정측면

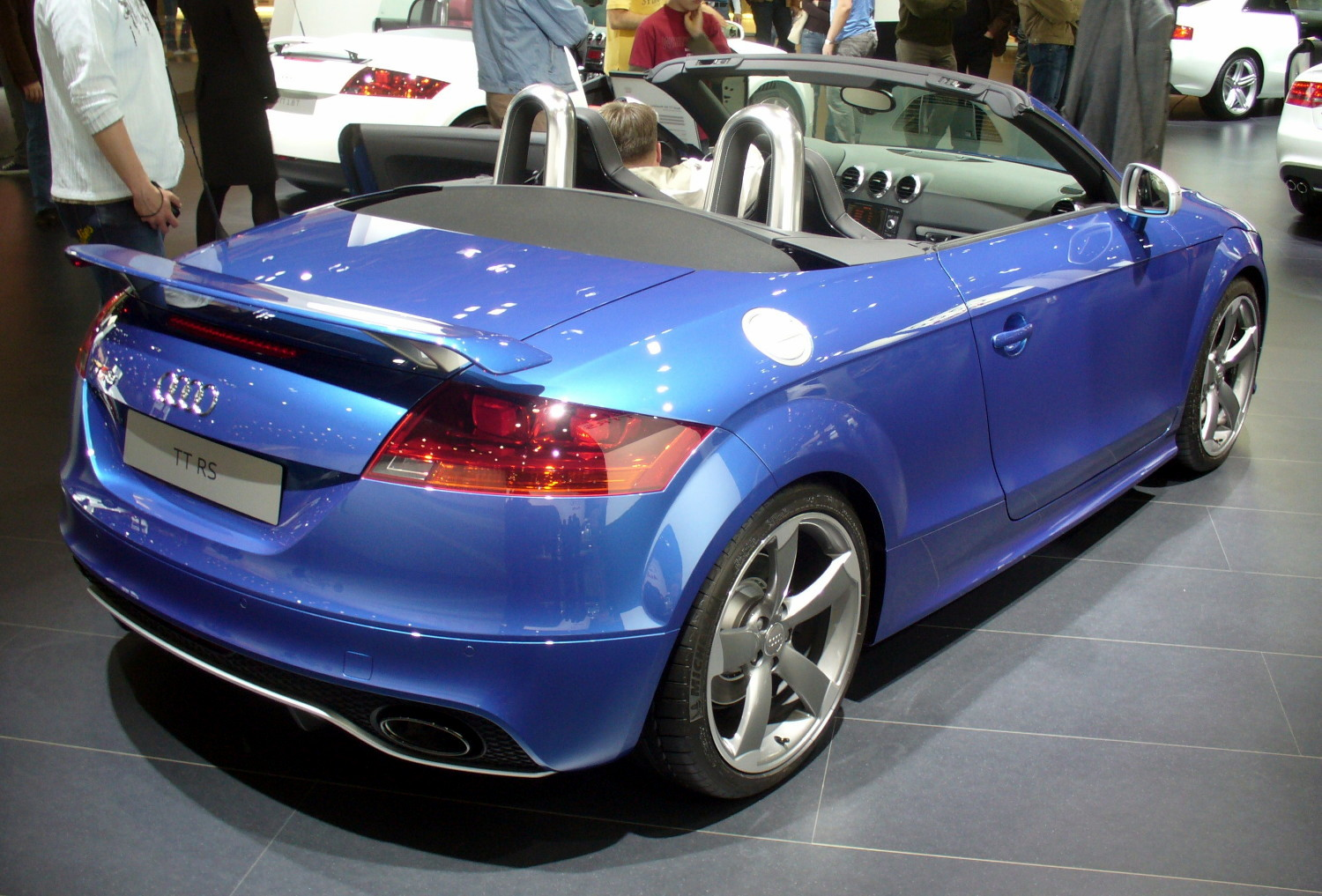
아우디 TT(2세대) 후측면

로드스터(roadster) 또는 스파이더(spider, spyder)는 북아메리카와 유럽에서 주로 사용되는 자동차의 유형 중 하나이다. 1900년대 중반까지 로드스터는 앞유리나 문짝이 없는 차를 칭하는 것으로 모건 등이 이렇게 위로 타고 내려야 하는 차를 만들었다. 하지만 현대적으로 로드스터는 천장이 개방되는 2인승 차량을 말하며, 스포티한 핸들링과 비교적 작은 차체를 갖고 있는 점을 특징으로 한다. 그러나 로드스터란 이름도 어떤 기술적 특징을 나타낸다기보다 마케팅 측면에서 사용되는 경우가 많아 대부분 2인승 차량에는 로드스터라는 이름을 붙인다. 로드스터는 일반적으로 북아메리카에서 사용되는 용어고, 유럽에서는 주로 스파이더라는 이름으로 불린다. 대표적인 로드스터는 제임스 딘이 타고 가다 사망한 포르쉐 550 스파이더나 마쓰다 MX-5 등을 들 수 있다. 국산차로는 해외의 로드스터를 면허생산한 쌍용 칼리스타, 기아 엘란, 대우 G2X 등이 있다.
컨버터블과 로드스터를 구분해야 한다는 입장도 있는데, 일반적으로 구분해 사용되지 않고 로드스터가 컨버터블의 한 종류로 사용된다. 2인승이나 4인승 구분 없이 천장이 개방되는 차량은 북미에서는 컨버터블이라고 불리고, 유럽에서는 카브리올레 혹은 카브리오라고 불린다. 영국에서는 드롭헤드라는 이름으로 불리기도 한다.

## 같이 보기
- 컨버터블